# Bergbaulehrpfad Schedewitz–Oberhohndorf
Der Bergbaulehrpfad Schedewitz–Oberhohndorf ist ein am 1. April 1995 eröffneter Bergbaulehrpfad im Zwickauer Steinkohlenrevier. Das Wegesymbol ist ein weißes Quadrat mit einem diagonal von links oben nach rechts unten verlaufenden grünen Band.

## Geschichte
Am 4. Oktober 1989 gründete sich in Zwickau der Arbeitskreis „Steinkohlenbergbau Zwickau“, der es sich als Zusammenschluss ehemaliger Zwickauer Bergleute zur Aufgabe machte, die Traditionen des Zwickauer Steinkohlenreviers zu bewahren. Innerhalb des Arbeitskreises kümmerte sich die Arbeitsgruppe Technik um die Sachzeugen und die Dokumentation des Zwickauer Steinkohlenbergbaus. Nach der Wende wurde der Arbeitskreis Steinkohle in den Steinkohlenbergbauverein Zwickau e. V. umgewandelt.
Die Mitglieder der Arbeitsgruppe Technik richteten die Stationen des Bergbaulehrpfades ein, recherchierten die Hintergrunddaten und setzten die Hinweis- bzw. Schautafeln. Am 1. April 1995 konnte der Bergbaulehrpfad im Beisein des Zwickauer Kulturbürgermeisters Jürgen Croy eröffnet werden.
Die Hinweistafeln waren von Beginn an wiederholt Vandalismus ausgesetzt. Zu Beginn der 2000er-Jahre mussten die ursprünglichen Tefeln und Schaukästen durch Edelstahltafeln ersetzt werden.
Die Errichtung des Lehrpfades wurde durch zahlreiche Sponsoren, u. a. die Bergbau & Tiefbau GmbH Oelsnitz/Erzg. (BTOe), die Kies-Sand-Service Zwickau GmbH, Koob&Buschkötter Zwickau, Lasch GmbH Zwickau, Mauritius Brauerei Zwickau und die Stadtverwaltung Zwickau, gefördert.
1996 wurde der Lehrpfad durch den Bergbaulehrpfad Bockwa ergänzt.

## Stationen
1. Bergbaudenkmal an der Schedewitzer Brücke ⊙
2. Schaderschachthalde ⊙
3. Roter Berg ⊙
4. Bahndamm der Oberhohndorf-Reinsdorfer Kohleneisenbahn ⊙
5. Mundloch des neuen Bockwa-Oberhohndorfer Stollns⊙
6. Hermannschacht ⊙
7. Bahnverladerampe Hermannschacht ⊙
8. Bahnwärterhaus Hermannschacht ⊙
9. Augustusschachthalde ⊙
10. Halde Wilhelmschacht I ⊙
11. Augustusschacht (nicht mehr sichtbar) ⊙
12. Beschert-Glück-Schacht (Bereich Feuerwehrplatz) ⊙
13. Stölzelsches Steinkohlenwerk ⊙
14. höchster Punkt der August-Schlosser-Straße – Aussichtspunkt ⊙
15. Frisch-Glück-Schacht (im Garten des Hauses Nr. 14/16; Hinweistafel an der Straße) ⊙
16. Commun-Schacht II ⊙
17. Herschel-Schacht⊙
18. Tafel am Fuße der Halde erinnert an den überkippten Forstschacht. ⊙

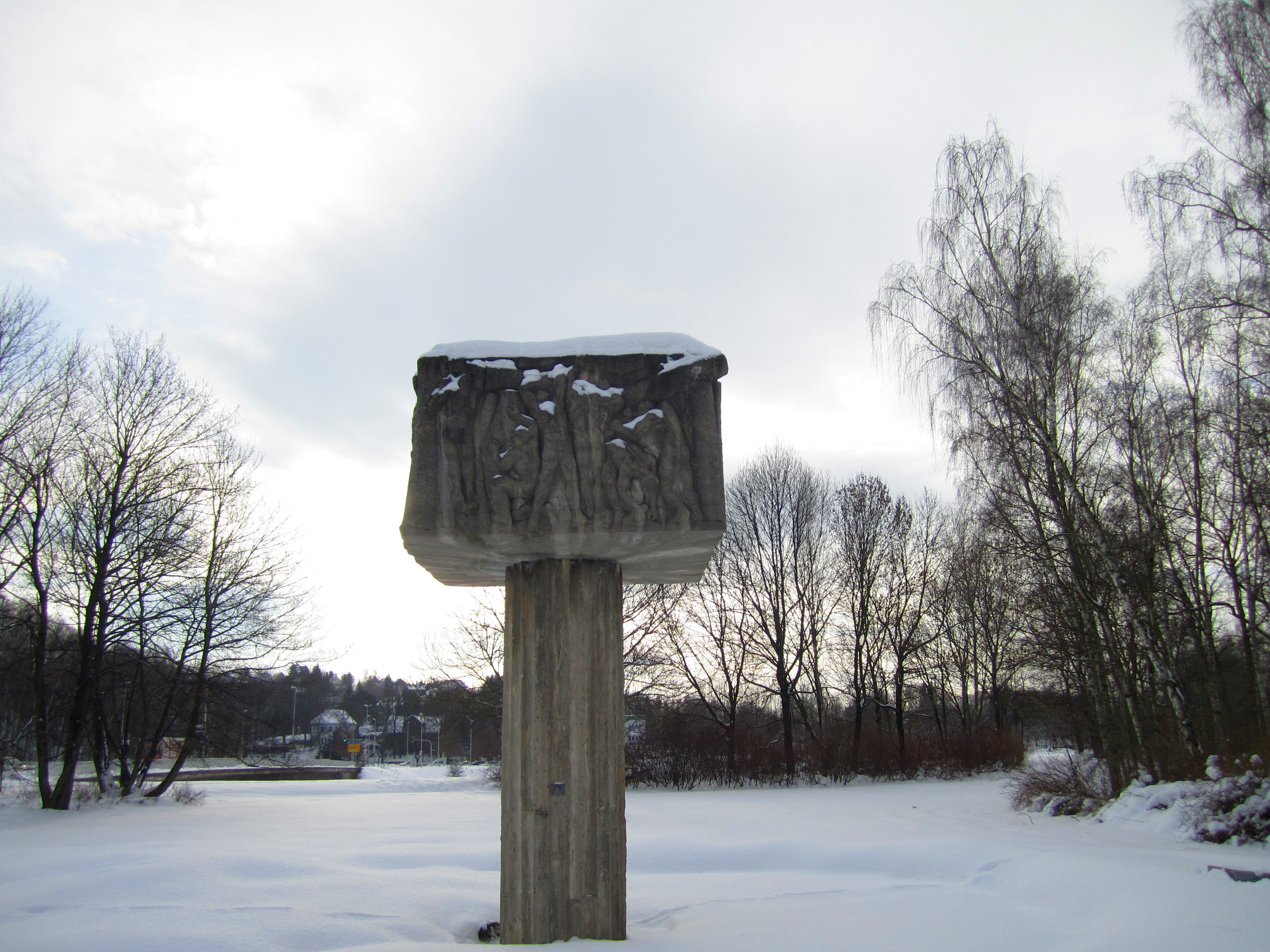
Nr. 1 Bergbaudenkmal an der Schedewitzer Brücke
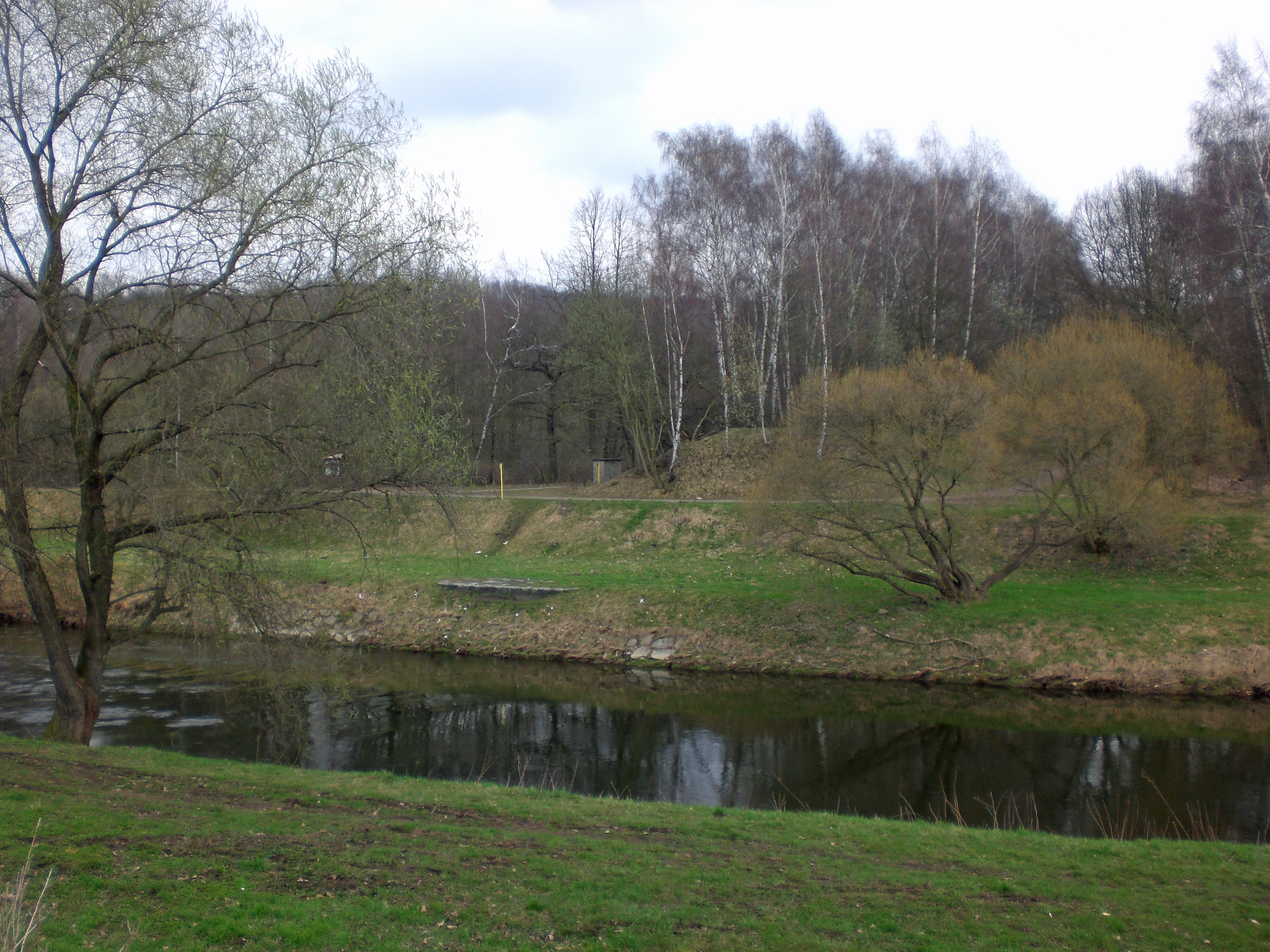
Nr. 4 Bahndamm
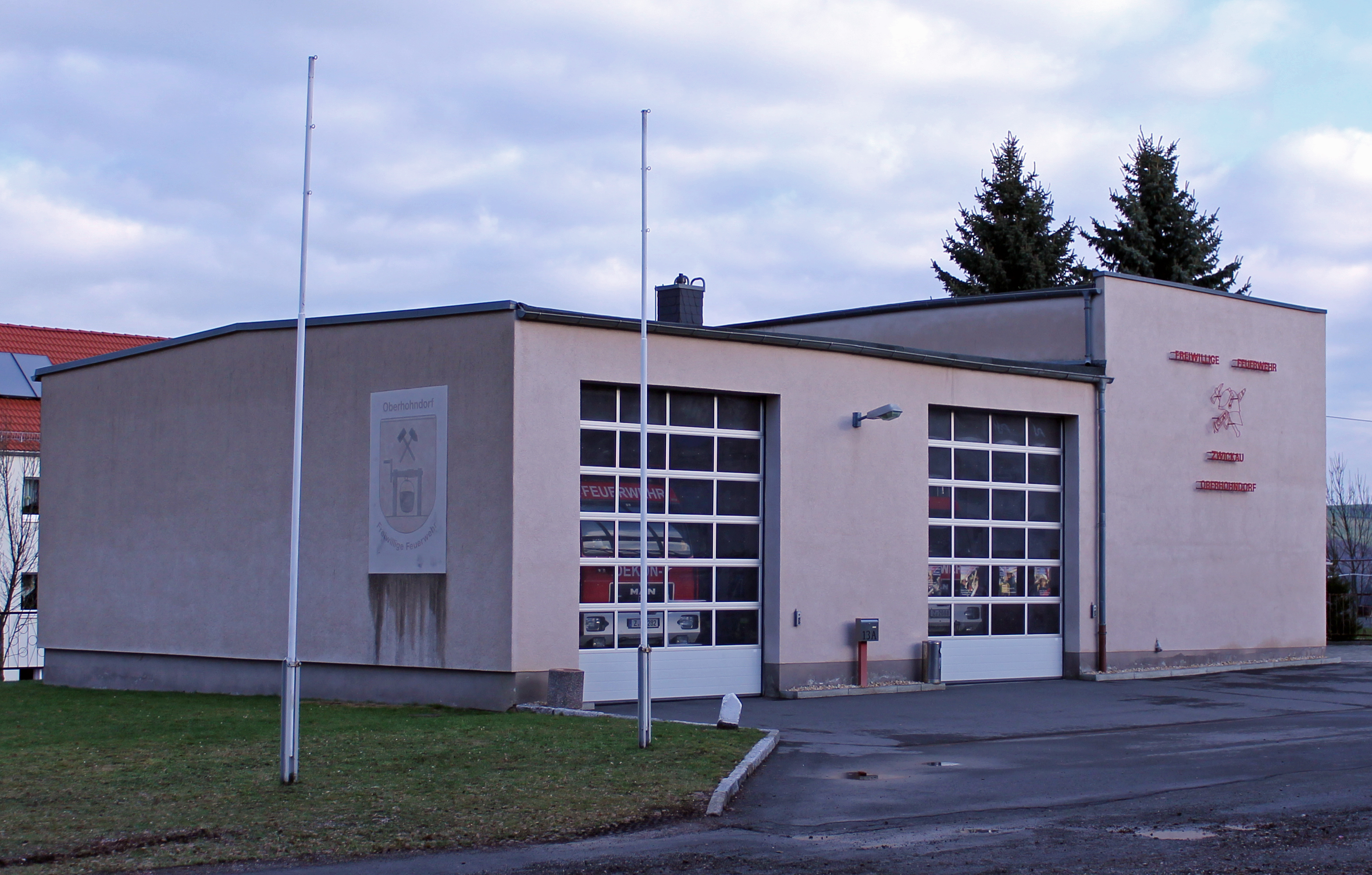
Nr. 12 Beschert Glück
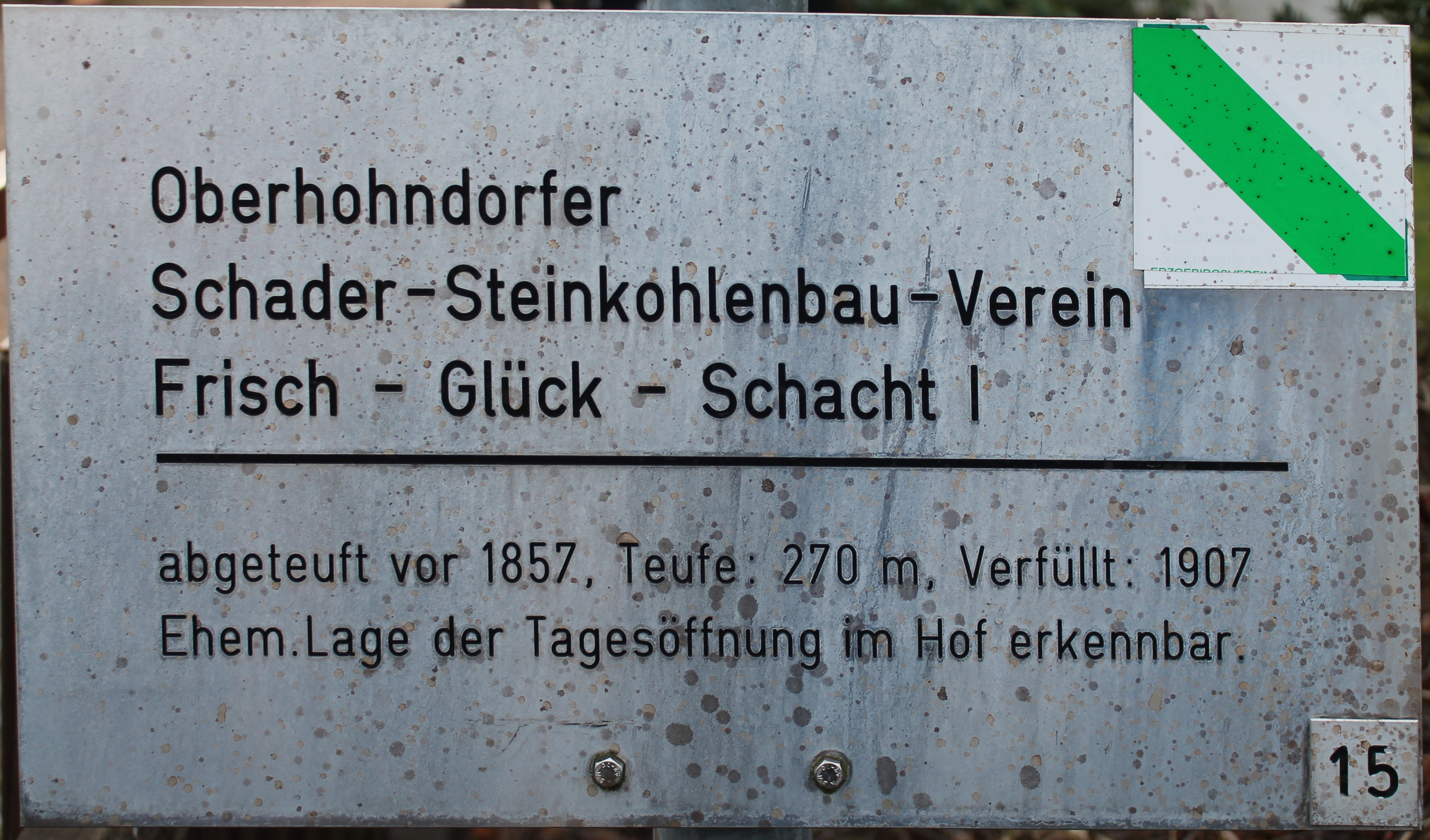
Nr. 15 Frisch Glück
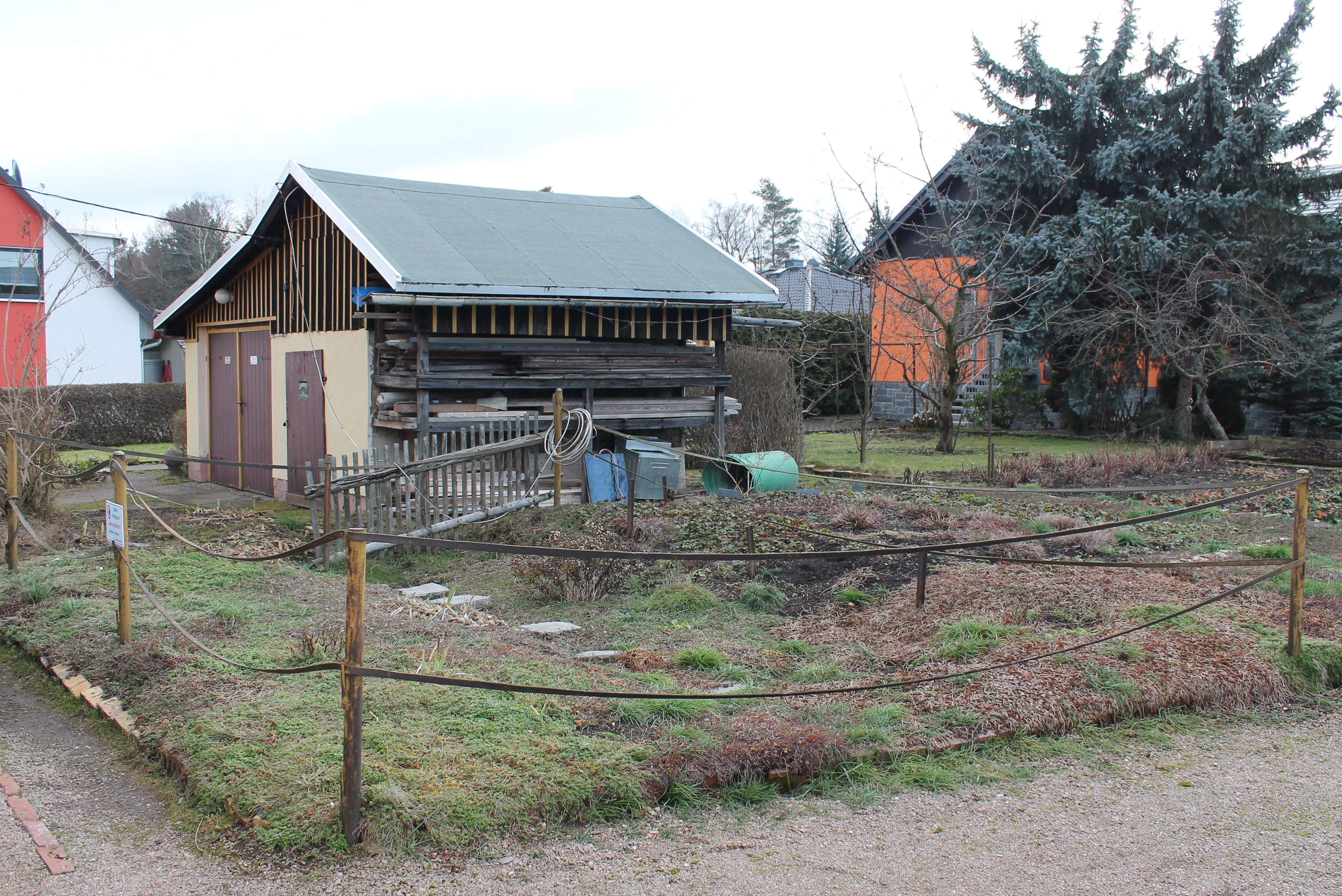
Nr. 15 Frisch Glück
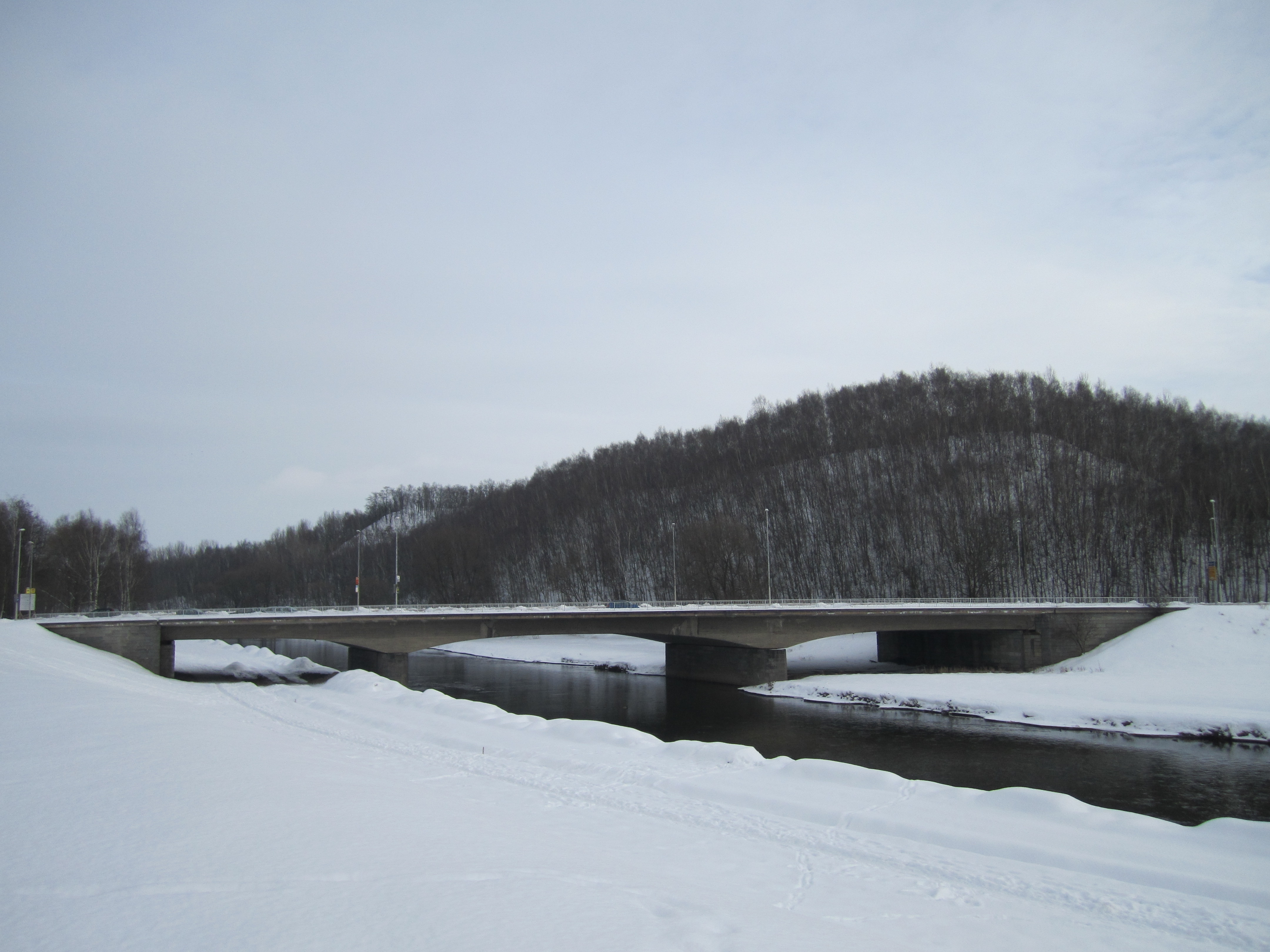
Nr. 18 Schaderschachthalde (überkippter Forstschacht, ganz rechts)

Der Bergbaulehrpfad hat eine Länge von etwa 3,5 km. Der tiefste Punkt liegt am Röhrensteg mit etwa 265 m ü. NHN, der höchste Punkt ist die Station Nr. 15 mit etwa 314 m NHN.
Von der Station 17 sind es nur wenige hundert Meter bis zum Startpunkt des 1996 eröffneten Bergbaulehrpfades Bockwa an der Matthäuskirche Bockwa, so dass man beide Lehrpfade miteinander kombinieren kann.